# Літак зв'язку

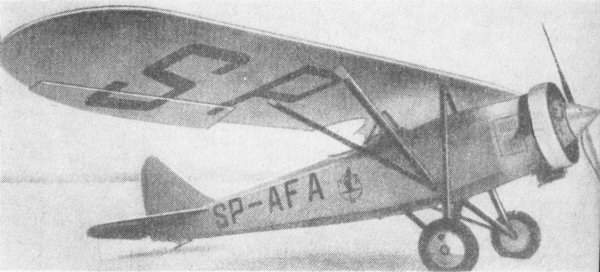
Польський літак PZL Ł.2

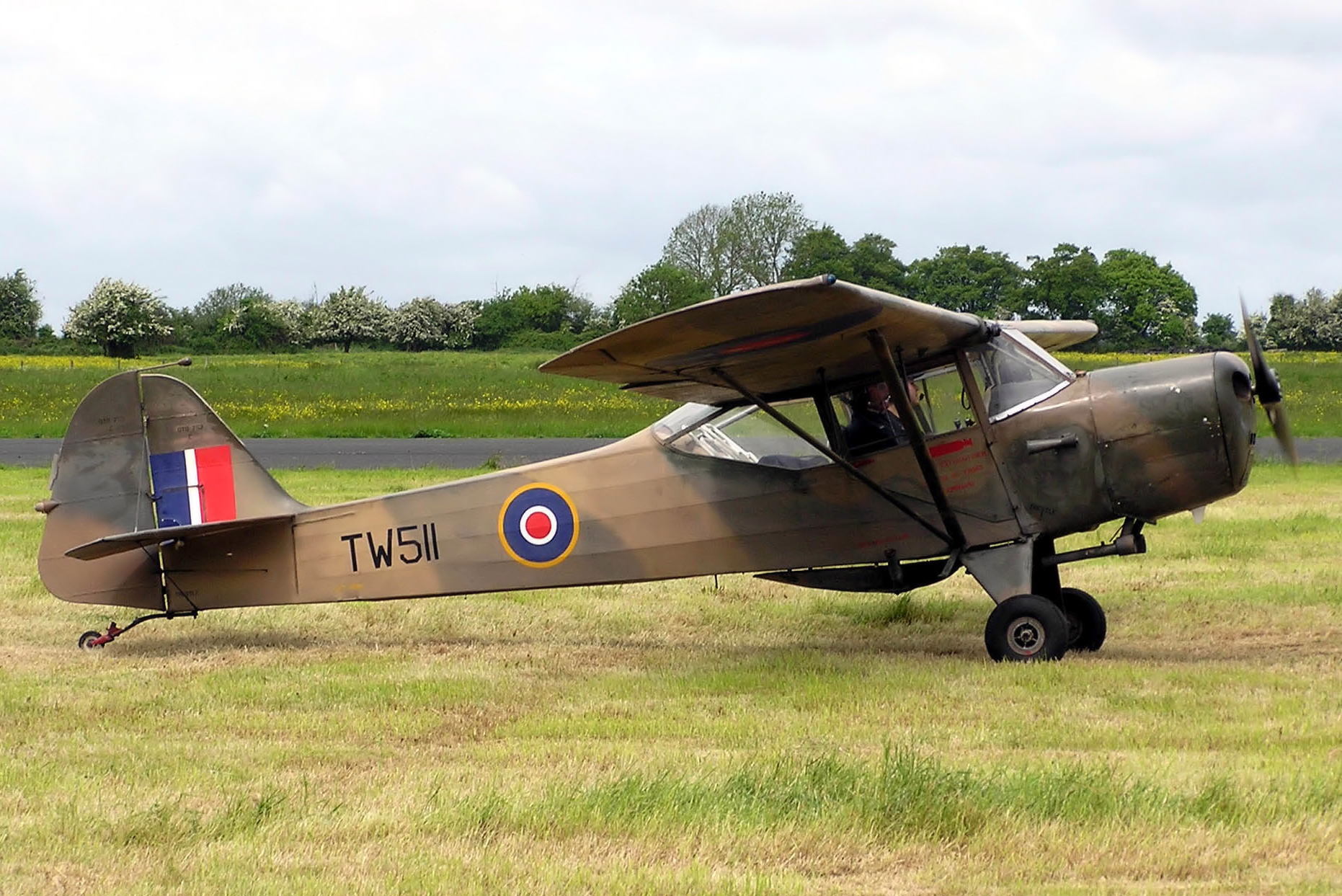
Британський літак зв'язку Taylorcraft Auster

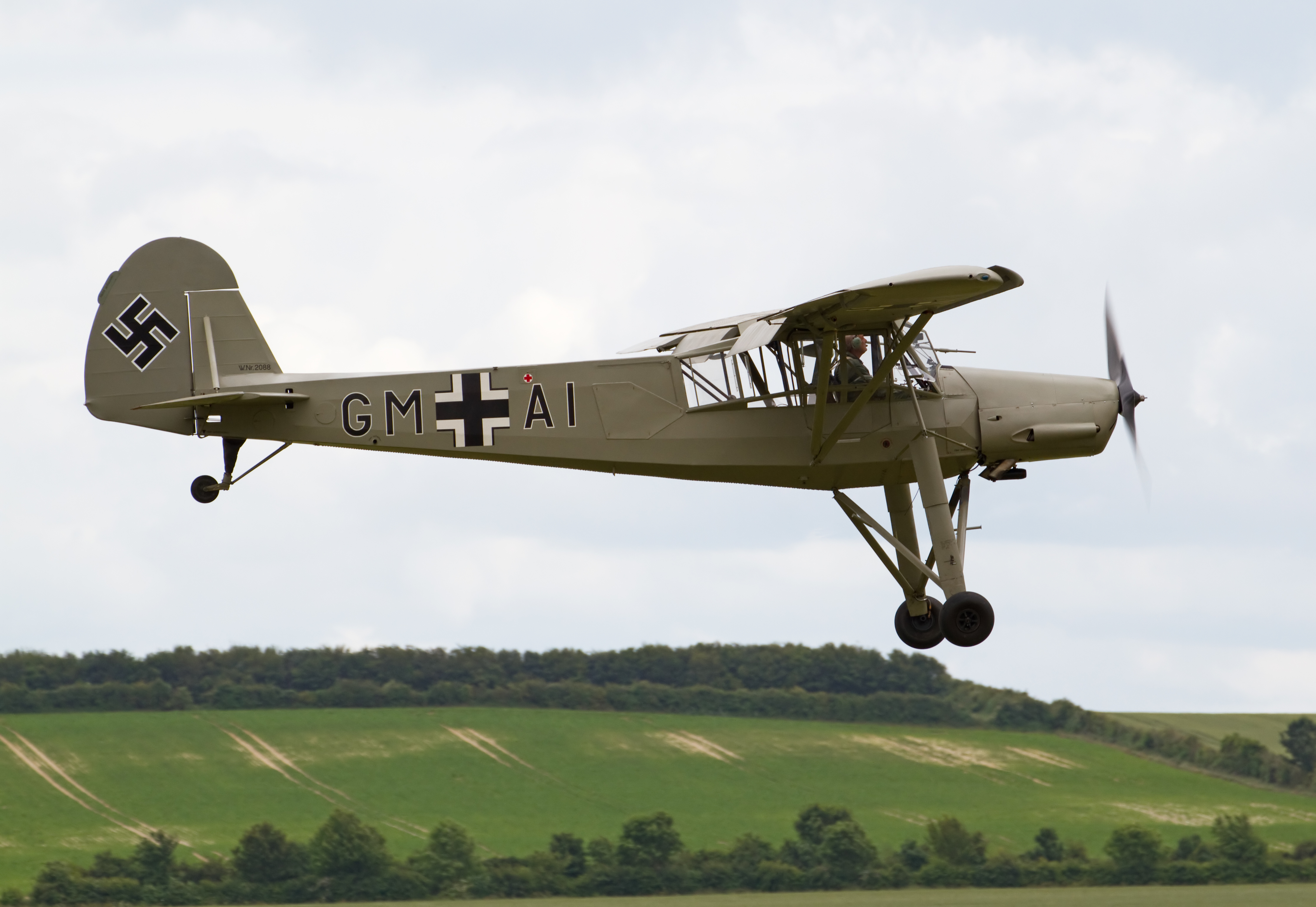
Німецький літак Fieseler Fi 156 Storch

Літак зв'язку — різновид військового літака, зазвичай невеликого за розміром та неозброєного, призначеного для забезпечення перевезення керівного складу військ (сил), таємної та іншої важливої кореспонденції, а також в ролі артилерійського спостерігача та літака наведення.
Літаки зв'язку з'явились за часів Першої світової війни, але в той час під потреби забезпечення зв'язку використовувались будь-які військові літаки. Концептуально перші спеціалізовані прототипи під завдання: тактична повітряна розвідка (рекогносцировка командирами поля бою), евакуація поранених та хворих, контроль маршів колон і техніки, доставлення вантажів та депеш тощо з'явились вже безпосередньо напередодні Другої світової. Спроможні діяти з невеличких, непідготовлених та непристосованих майданчиків зльоту за будь-яких погодних та сезонних умов, ці літаки виявили високу надійність та ефективність під час воєнних дій. З часом цю категорію військової авіації перетворили на багатоцільові літаки й гелікоптери.

## Літаки зв'язку світу
- Kaproni Bulgarski KB-11 Fazan
- PZL S-1
- RWD-14 Czapla
- Lublin R-XIII
- Fieseler Fi 156 Storch
- По-2
- Taylorcraft L-2
- Miles Messenger
- Cessna O-1 Bird Dog
- Stinson L-5 Sentinel
- Pilatus P-3
- Kokusai Ki-76
- Mitsubishi MU-2